# Celosterna scabrator
Celosterna scabrator är en skalbaggsart som först beskrevs av Fabricius 1781.  Celosterna scabrator ingår i släktet Celosterna och familjen långhorningar.
Artens utbredningsområde är:
- Madagaskar.
- Sri Lanka.

Inga underarter finns listade.